# Plectaster decanus
Plectaster
Genre
Espèce
Synonymes
- Echinaster decanus Müller & Troschel, 1843
- Solaster decanus Perrier, 1884

Plectaster decanus, unique représentant du genre Plectaster, est une espèce d'étoiles de mer de la famille des Echinasteridae.

## Description et caractéristiques
Cette étoile de mer à cinq bras est immédiatement reconnaissable à ses couleurs souvent éclatantes. Un réseau d'arêtes jaune vif élevées couvre sa surface supérieure, rouge, produisant un motif en mosaïque. Ces couleurs changent parfois (et peuvent paraître différentes à travers l'eau) ; la texture de l'ensemble est douce. Cette étoile peut mesurer jusqu'à 24 cm de diamètre.
Plectaster decanus est une des rares étoiles de mer toxiques et peut causer l'engourdissement des mains si elle est manipulée trop longtemps à mains nues.
Cette étoile semble se nourrir surtout d'éponges.

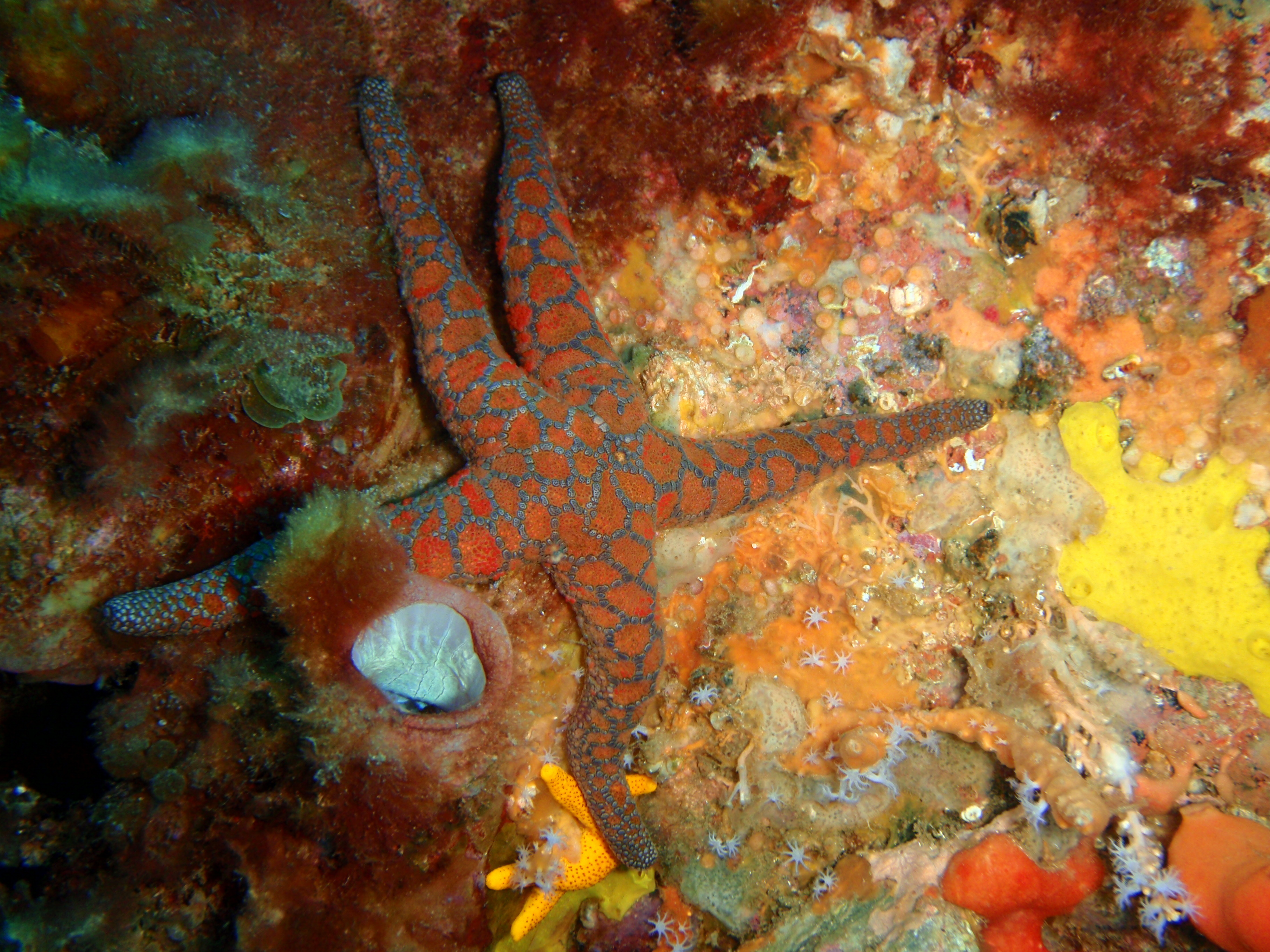
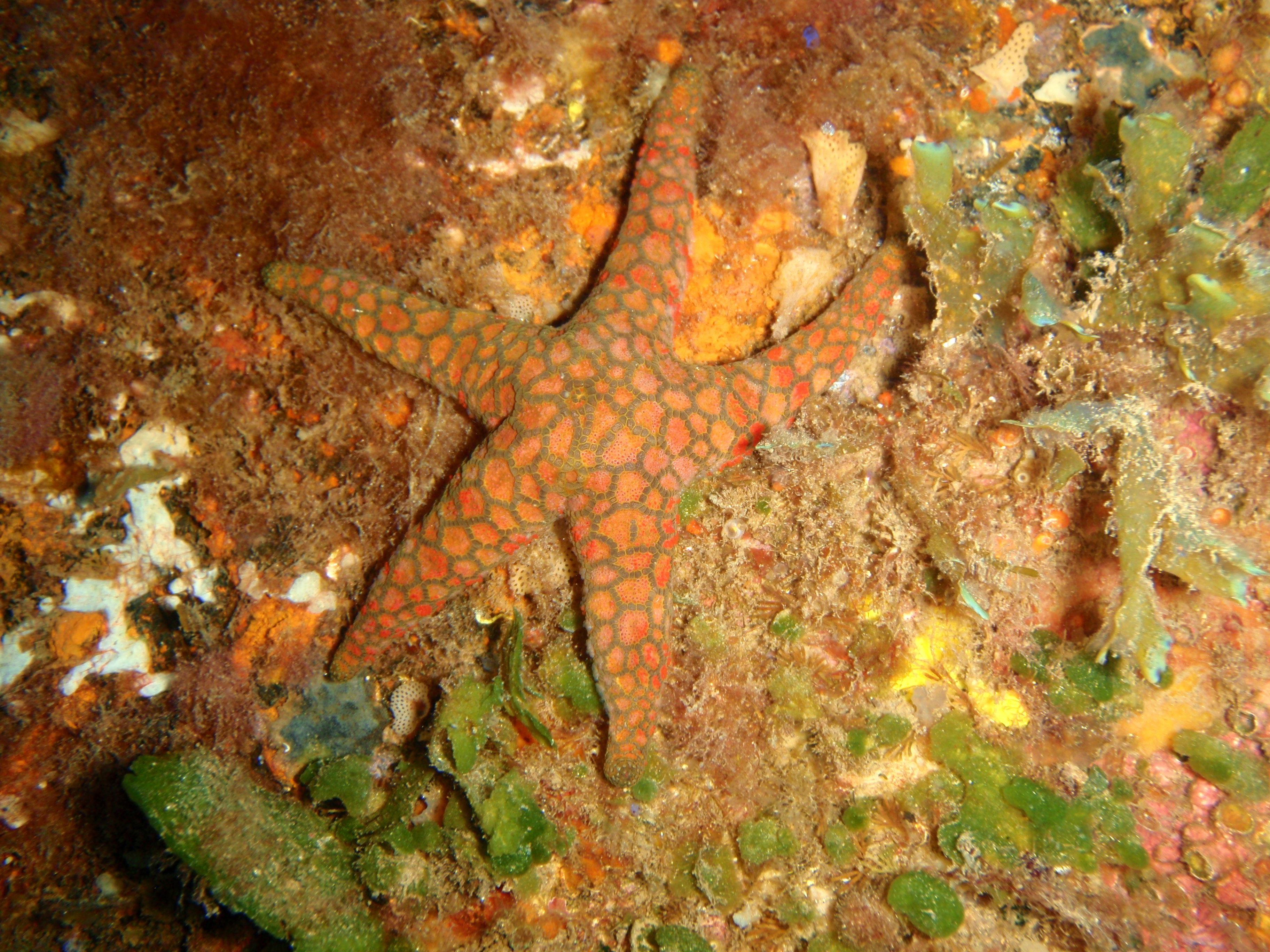
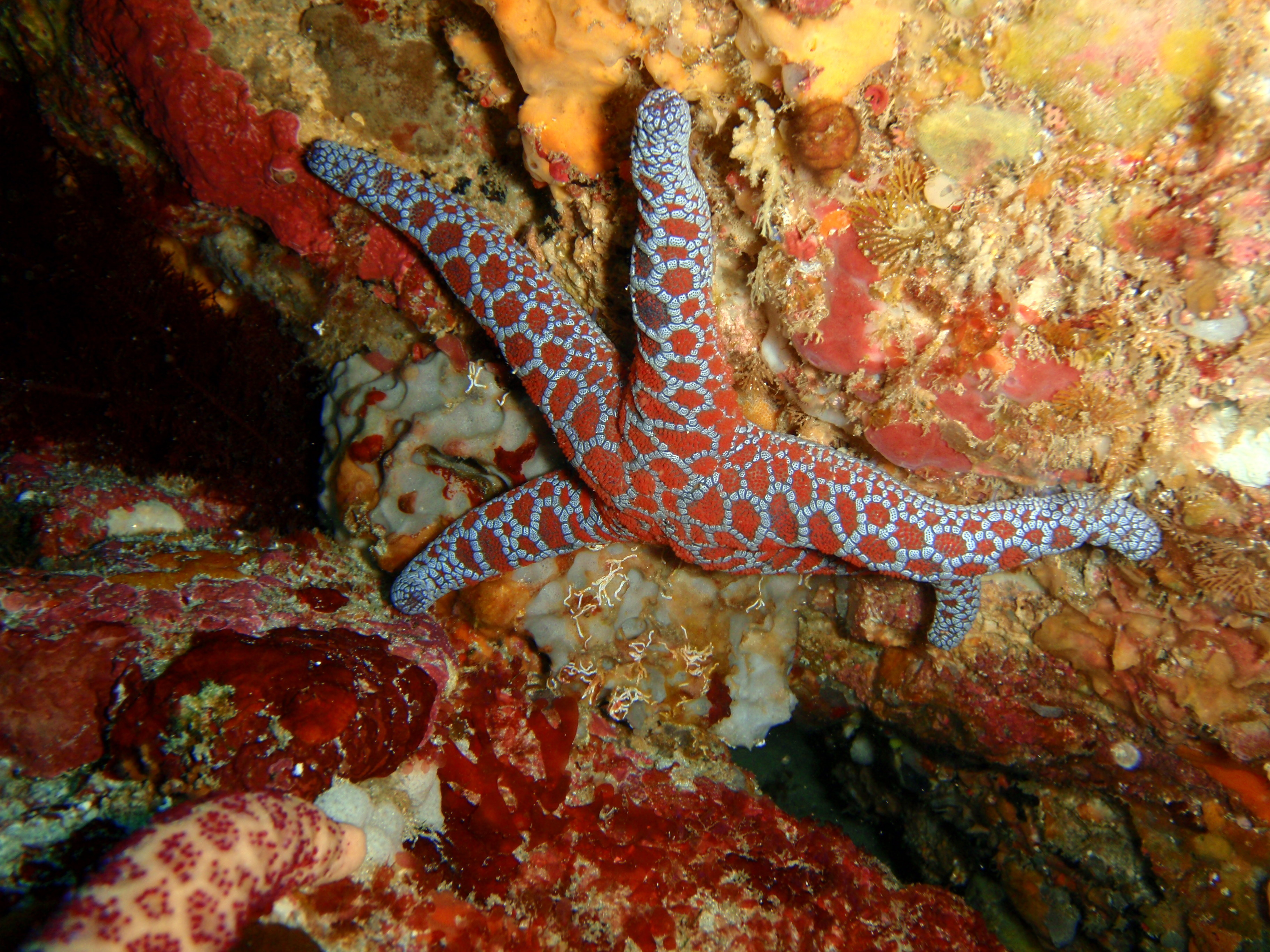

## Habitat et répartition
On trouve cette étoile sur les côtes rocheuses de la côte sud de l'Australie. Elle vit entre les premiers mètres et 200 m de profondeur.